# Campanha presidencial de Alvaro Dias em 2018
A campanha presidencial de Alvaro Dias em 2018, foi oficializada em 4 de agosto de 2018, durante a convenção nacional do partido Podemos.
Durante a convenção nacional, ficou oficializado o Senador Alvaro Dias para concorrer à presidência da República, tendo como vice-presidente o ex-presidente do Banco Nacional de Desenvolvimento Econômico e Social (BNDES), Paulo Rabello de Castro.
Paulo Rabello de Castro havia sido oficializado candidato à presidência pelo seu partido, o PSC, tendo a candidatura cancelada para uma possível aliança com o Podemos.

## Programas
Alvaro Dias lançou sua campanha sob o slogan de refundar a República em 100 dias, propondo 20 metas a serem seguidas durante o seu governo. Divulgada as Diretrizes Gerais, o candidato à presidência propunha um pacto federativo. Defendia que o crescimento da economia fosse impulsionado pelos cidadãos tendo como principal base um mercado livre e competitivo. Ele defendeu também a liberação de créditos e uma reforma tributária sob a justificativa de retomar a economia do país.

### Segurança Pública
No campo da violência, o candidato à presidência defendeu o investimento em inteligência, informação e Integração para combater o crime, investindo também nas fronteiras para que não entre armas e drogas no país. Defendia também o investimento na primeira infância, uma boa alimentação e saúde para as crianças.Afirmou também defender o uso de armamento pesado por parte das forças policiais.

### Porte de Armas
No que diz respeito ao porte de arma, Alvaro Dias propôs que o Congresso Nacional deveria ter seguido o referendo de 2005, quando houve um plebiscito sobre o porte de arma de fogo no país. Porém, defendeu que houvesse rigorosos critérios para atestar a capacidade do cidadão de ter porte de arma no país.

### Educação
No tocante às propostas do candidato à educação, assinou um termo de compromisso de iniciativa da Rede Nacional Primeira Infância, se comprometendo a criar quatro milhões de vagas em creches no pais, tanto em rede pública quanto na rede privada. Promete também cem porcento de alunos no Ensino Integral até 2022. Pretendia criar o projeto duzentos gênios para universidades.[carece de fontes?]

### Privatização
Alvaro Dias concordava com a privatização de estatais, com exceção da Caixa Econômica Federal, Banco do Brasil e a Petrobras. Ele, no entanto, defendia a privatização das subsidiárias da Petrobrás sem sua completa privatização. Ele classificou essas três empresas como "instituições, mais do que empresas estatais". Ele disse que seria necessário iniciar um programa de revitalização e depois a venda das 146 empresas estatais. Ele criticou a máquina pública, alegando ser muito grande.

## Candidatos
| Coligação Mudança de Verdade                                                                                              |                                                                    |
| |                                                                    |
| Alvaro Dias | Paulo Rabello                                                      |
| para presidente | para vice-presidente                                               |
| |                                                                    |
| Senador pelo Paraná 1º de fevereiro de 1999 até atualidade                                                                | 35° Presidente do BNDES 1º de junho de 2017 até 7 de abril de 2018 |
| Partidos integrantes: - Podemos - Partido Social Cristão - Partido Trabalhista Cristão - Partido Republicano Progressista |                                                                    |

## Resultado da eleição

### Eleições presidenciais
| Ano de eleição | Candidato   | Primeiro turno      | Primeiro turno      | Segundo turno       | Segundo turno       |
| Ano de eleição | Candidato   | # do total de votos | % do total de votos | # do total de votos | % do total de votos |
| -------------- | ----------- | ------------------- | ------------------- | ------------------- | ------------------- |
| 2018           | Alvaro Dias | 859.574             | 0,8%                | Não concorreu       | Não concorreu       |